# Commonwealth Games 2022/Netball
Bei den Commonwealth Games 2022 in Birmingham, England, fand der Netball-Wettbewerb der Frauen vom 29. Juli bis 7. August 2022 statt. Austragungsort war das National Exhibition Centre. Im Finale konnte sich Australien gegen Jamaika mit 55:51 durchsetzen.

## Qualifikation
Insgesamt qualifizierten sich zwölf Mannschaften. Neben dem Gastgeber England wurden fünf Plätze nach der Netball-Weltrangliste am 28. Juli 2021 und sechs weitere nach den Ranglistenpositionen am 31. Januar 2022 vergeben.

## Vorrunde

### Gruppe A
Tabelle
| Rang | Land       | Gew. | Unent. | Verl. | Ergebnis | Punkte |
| ---- | ---------- | ---- | ------ | ----- | -------- | ------ |
| 1    | Jamaika    | 5    | 0      | 0     | 378:205  | 10     |
| 2    | Australien | 4    | 0      | 1     | 386:187  | 8      |
| 3    | Südafrika  | 3    | 0      | 2     | 323:375  | 6      |
| 4    | Wales      | 2    | 0      | 3     | 235:306  | 4      |
| 5    | Schottland | 1    | 0      | 3     | 224:302  | 2      |
| 6    | Barbados   | 0    | 0      | 5     | 150:421  | 0      |

Spiele
| 29. Juli (12.00) | Birmingham (NEC) | Australien 95 | – | Barbados 18 |
|                  |                  |               |   |             |

| 29. Juli (18.00) | Birmingham (NEC) | Jamaika 72 | – | Wales 43 |
|                  |                  |            |   |          |

| 30. Juli (12.00) | Birmingham (NEC) | Australien 83 | – | Schottland 20 |
|                  |                  |               |   |               |

| 30. Juli (18.00) | Birmingham (NEC) | Jamaika 68 | – | Südafrika 49 |
|                  |                  |            |   |              |

| 31. Juli (12.00) | Birmingham (NEC) | Südafrika 91 | – | Barbados 36 |
|                  |                  |              |   |             |

| 31. Juli (18.00) | Birmingham (NEC) | Schottland 42 | – | Wales 48 |
|                  |                  |               |   |          |

| 1. August (12.00) | Birmingham (NEC) | Australien 74 | – | Südafrika 49 |
|                   |                  |               |   |              |

| 1. August (12.00) | Birmingham (NEC) | Jamaika 103 | – | Barbados 24 |
|                   |                  |             |   |             |

| 2. August (12.00) | Birmingham (NEC) | Australien 79 | – | Wales 33 |
|                   |                  |               |   |          |

| 2. August (14.00) | Birmingham (NEC) | Jamaika 78 | – | Schottland 34 |
|                   |                  |            |   |               |

| 3. August (12.00) | Birmingham (NEC) | Südafrika 69 | – | Wales 51 |
|                   |                  |              |   |          |

| 3. August (18.00) | Birmingham (NEC) | Schottland 72 | – | Barbados 28 |
|                   |                  |               |   |             |

| 4. August (09.00) | Birmingham (NEC) | Australien 55 | – | Jamaika 57 |
|                   |                  |               |   |            |

| 4. August (09.00) | Birmingham (NEC) | Wales 60 | – | Barbados 44 |
|                   |                  |          |   |             |

| 4. August (19.00) | Birmingham (NEC) | Südafrika 65 | – | Schottland 46 |
|                   |                  |              |   |               |

### Gruppe B
Tabelle
| Rang | Land                | Gew. | Unent. | Verl. | Ergebnis | Punkte |
| ---- | ------------------- | ---- | ------ | ----- | -------- | ------ |
| 1    | England             | 5    | 0      | 0     | 321:169  | 10     |
| 2    | Neuseeland          | 4    | 0      | 1     | 325:188  | 8      |
| 3    | Uganda              | 3    | 0      | 2     | 356:206  | 6      |
| 4    | Malawi              | 2    | 0      | 3     | 258:262  | 4      |
| 5    | Nordirland          | 1    | 0      | 4     | 155:299  | 2      |
| 6    | Trinidad und Tobago | 0    | 0      | 5     | 136:327  | 0      |

Spiele
| 29. Juli (12.00) | Birmingham (NEC) | England 74 | – | Trinidad und Tobago 22 |
|                  |                  |            |   |                        |

| 29. Juli (18.00) | Birmingham (NEC) | Neuseeland 79 | – | Nordirland 20 |
|                  |                  |               |   |               |

| 30. Juli (12.00) | Birmingham (NEC) | England 66 | – | Malawi 41 |
|                  |                  |            |   |           |

| 30. Juli (18.00) | Birmingham (NEC) | Neuseeland 53 | – | Uganda 40 |
|                  |                  |               |   |           |

| 31. Juli (12.00) | Birmingham (NEC) | Malawi 54 | – | Nordirland 41 |
|                  |                  |           |   |               |

| 31. Juli (18.00) | Birmingham (NEC) | Uganda 62 | – | Trinidad und Tobago 28 |
|                  |                  |           |   |                        |

| 1. August (18.00) | Birmingham (NEC) | England 71 | – | Nordirland 27 |
|                   |                  |            |   |               |

| 1. August (18.00) | Birmingham (NEC) | Neuseeland 69 | – | Malawi 50 |
|                   |                  |               |   |           |

| 2. August (18.00) | Birmingham (NEC) | England 56 | – | Uganda 35 |
|                   |                  |            |   |           |

| 2. August (18.00) | Birmingham (NEC) | Neuseeland 80 | – | Trinidad und Tobago 24 |
|                   |                  |               |   |                        |

| 3. August (12.00) | Birmingham (NEC) | Uganda 63 | – | Nordirland 26 |
|                   |                  |           |   |               |

| 3. August (18.00) | Birmingham (NEC) | Malawi 70 | – | Trinidad und Tobago 30 |
|                   |                  |           |   |                        |

| 4. August (04.00) | Birmingham (NEC) | Trinidad und Tobago 32 | – | Nordirland 41 |
|                   |                  |                        |   |               |

| 4. August (04.00) | Birmingham (NEC) | Malawi 43 | – | Uganda 56 |
|                   |                  |           |   |           |

| 4. August (19.00) | Birmingham (NEC) | Neuseeland 44 | – | England 54 |
|                   |                  |               |   |            |

## Finalrunde

### Spiel um Platz 11
| 5. August (9.00) | Birmingham (NEC) | Barbados 31 | – | Trinidad und Tobago 63 |
|                  |                  |             |   |                        |

### Spiel um Platz 9
| 5. August (11.30) | Birmingham (NEC) | Schottland 43 | – | Nordirland 33 |
|                   |                  |               |   |               |

### Spiel um Platz 7
| 5. August (14.30) | Birmingham (NEC) | Wales 56 | – | Malawi 62 |
|                   |                  |          |   |           |

### Spiel um Platz 5
| 5. August (17.00) | Birmingham (NEC) | Südafrika 48 | – | Uganda 54 |
|                   |                  |              |   |           |

### Halbfinale
| 6. August (9.00) | Birmingham (NEC) | Jamaika 67 | – | Neuseeland 51 |
|                  |                  |            |   |               |

| 6. August (14.30) | Birmingham (NEC) | England 51 | – | Australien 60 |
|                   |                  |            |   |               |

### Spiel um Bronze
| 7. August (13.30) | Birmingham (NEC) | Neuseeland 55 | – | England 48 |
|                   |                  |               |   |            |

### Finale
| 7. August (20.30) | Birmingham (NEC) | Jamaika 51 | – | Australien 55 |
|                   |                  |            |   |               |

## Medaillengewinner
| Platz | Land       | Spielerinnen |
| ----- | ---------- | --- |
| 1     | Australien | Sunday Aryang, Kiera Austin, Gretel Bueta, Courtney Bruce, Ashleigh Brazill, Paige Hadley, Sarah Klau, Cara Koenen, Kate Moloney, Liz Watson, Joanna Weston, Stephanie Wood                                             |
| 2     | Jamaika    | Shanice Beckford, Kadie-ann Dehaney, Jhaniele Fowler-Reid, Nicole Dixon-Rochester, Shadian Hemmings, Shimona Nelson, Rebekah Robinson, Shamera Sterling, Adean Thomas, Jodi-Ann Ward, Khadijah Williams, Latanya Wilson |
| 3     | Neuseeland | Gina Cramton, Sulu Fitzpatrick, Kate Heffernan, Kayla Johnson, Kelly Jury, Phoenix Karaka, Bailey Mes, Grace Nweke, Shannon Sanders, Te Paea Selby-Rickit, Whitney Souness, Maia Wilson                                 |